# TMS 1000
A TMS 1000 – a Texas Instruments által tervezett 4 bites mikrovezérlő család összefoglaló neve, ill. a sorozat tagjaiba épített mikroprocesszor neve. A sorozat tagjai egyetlen integrált áramkörben megvalósított számítógépek voltak, tartalmaztak processzort, (ROM, később RAM) memóriát, ki- és bemeneti vezérlő egységeket.
A Texas Instruments 1971. szeptember 17-én mutatta be a sorozat első tagját, a TMS1802NC jelű csipet, amely egy teljes számológép-alkalmazást tartalmazott. Ez volt az első egycsipes, általánosan hozzáférhető mikrovezérlő.
A sorozathoz tartozó mikrovezérlőket számtalan alkalmazásban használták fel, pl. ellenőrző- és irányítórendszerekben, háztartási gépekben és játékokban.

## Általános leírás
A Smithsonian Intézet szerint a Texas Instruments két mérnöke, Gary Boone és Michael Cochran 1971-ben alkotta meg az első mikrovezérlőt (másként mikrokontrollert, illetve mikroszámítógépet). A TMS1802NC egy egycsipes mikrovezérlő volt, amelyet 1971. szeptember 17-én jelentettek be, és egy négyfunkciós számológépet valósított meg. A TMS1802NC, elnevezése ellenére, nem volt része az 1974-ben forgalomba hozott TMS 1000 sorozatnak; később a TMS 0100 sorozatba sorolták, amelyet a TI Datamath és a Sinclair Executive számológépekben alkalmaztak.
Ezt a csipet – és magát a technológiát – a Texas Instruments az első időkben csak saját termékeiben használta fel, emiatt évekig nem került önálló termékként kereskedelmi forgalomba. A csipek a gyártáskor beléjük ültetett programot hordozták: a program a csip ROM-jában helyezkedett el, és oda, tartalmával együtt, a gyártási folyamat során került, ezért pl. egy programmódosításhoz új litográfiai sablont kellett gyártani.
A Texas Instruments szabadalmi kérelmet nyújtott be a mikroprocesszorra, így Gary Boone nevére 1973. szeptember 4-i dátummal bejegyezték az egycsipes mikroprocesszor-architektúra szabadalmát, US patent 3757306 számmal. Talán sohasem tudjuk meg, hogy ebben az időben pontosan melyik cég laboratóriumában indult be az első működő mikroprocesszor.
Az Intel és a TI 1971-ben és 1974-ben is széles körű szabvány-licencelési megállapodásokat kötött egymással, és az Intel licencdíjat fizetett a TI-nek a mikroprocesszor szabadalom használatáért.
A TI közbenjárt az Intel és a Cyrix közötti későbbi vitában is, mint a mikroprocesszor szabadalmának tulajdonosa.

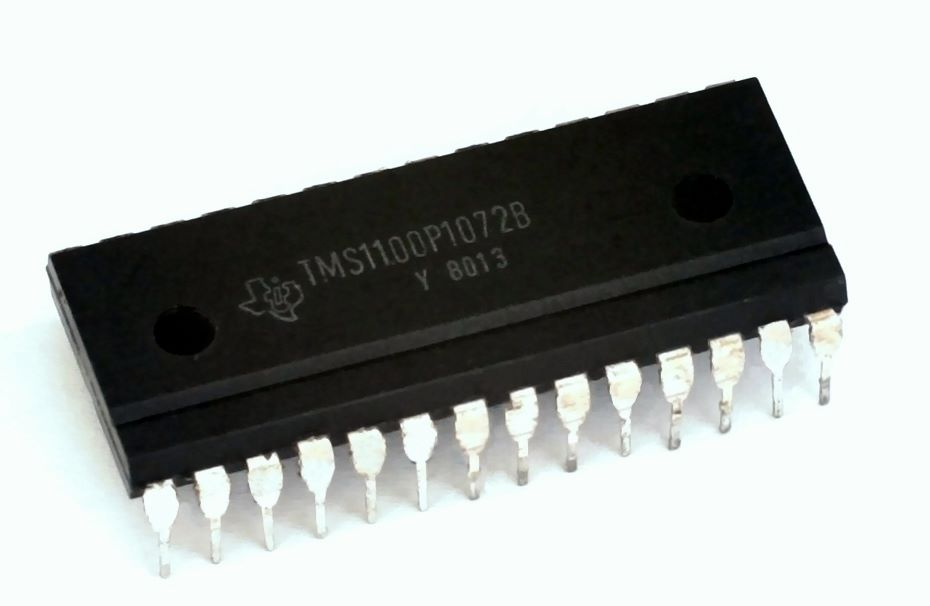
TMS1100 csip

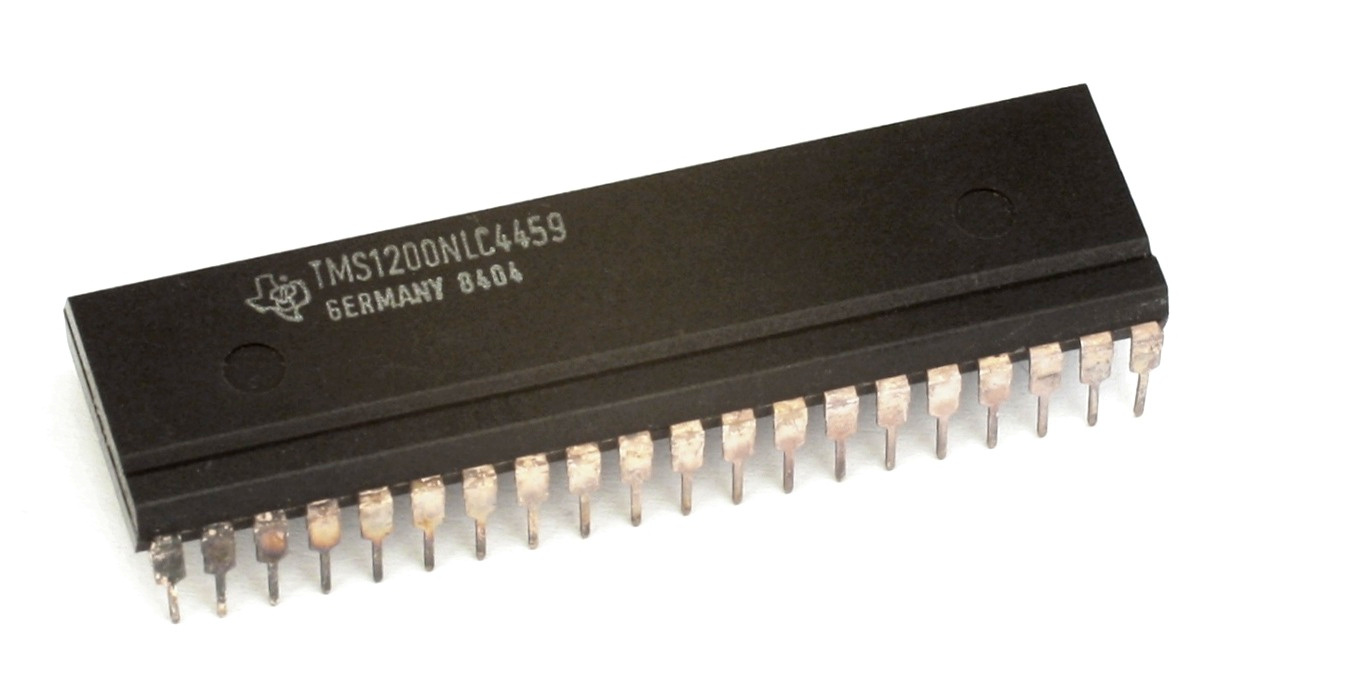
TMS1200 csip

Az egycsipes számítógép (computer-on-a-chip) egyetlen integrált áramkörben fogja össze a mikroprocesszor magot (CPU), memóriát és ki/bemeneti vezérlőket. Az egycsipes számítógép szabadalmát, amelyet "mikroszámítógép szabadalom"-ként is emlegettek (US patent 4074351) Gary Boone és Michael J. Cochran birtokolja a TI részéről. Jelenleg a mikroszámítógép általános jelentése egy olyan gépet takar, amelyben egy vagy több CPU egység működik, míg a fenti szabadalomban leírt koncepció inkább a jelenlegi mikrokontroller fogalmának felel meg.
A TI TMS 1000 csipjét tartják a világ első mikrovezérlőjének. Funkcionalitása elmarad a mai modern mikrovezérlőkétől. Az egység egy 4 bites processzort tartalmaz, kisméretű RAM-ot, egy ROM programtárolót, ki/bemeneti vonalakat és vezérlést egy csipben, ezáltal nagyobb integráltságot valósít meg, mint a korabeli szintén 4 bites Intel 4004/4040 processzorok. Ezzel a felépítéssel nem volt szükség a külső támogató áramkörökre. A kialakítás egy másik egyedülálló vonása volt, hogy a processzort új utasításokkal lehetett bővíteni.
A TI 1974-ben bocsátotta ki az 1000-es sorozatot, amely kezdetben 6 külön csipből állt. A TMS1000 és a TMS1200 általános egységek voltak, a TMS1070 és TMS1270 magas feszültségű változatok kijelzők vezérléséhez, a TMS1100 és TMS1300 csipekben kétszeresére növelték a belső RAM és ROM memóriát.
A TMS1000, TMS1070, és TMS1100 28 lábú DIP tokozásban jelent meg, a TMS1200, TMS1270 és TMS1300 40 lábú tokozásban jelent meg.
A sorozatot az 1980-as években a TI tovább bővítette. A 28 lábú TMS1170 egy TMS1100 alapegységet, fluoreszkáló kijelzővezérlést és bővített memóriát (2kB ROM) kapott. A TMS1400, TMS1470 és TMS1700 csipek bővített memóriával rendelkeztek (64 byte RAM, 4kB ROM). A csip-sorozat összesen 15 különböző csipből áll.
Ezek a csipek kb. 20 éven keresztül voltak a piacon, nem csak kalkulátorokban, hanem különböző játékokban és egyéb elektronikus eszközökben is.

## A TMS 1000 jellemzői
- Típus: PMOS MCU
- Adatszó hossza: 4 bit
- Címmező: 1 kB
- Órajel: 200 kHz-tól 450 kHz-ig, a technológiától függően
- Utasítások: 43 alaputasítás, 1024 mikroutasítás, a CPU-t 32 (később 42) egyedi mikroprogramozható utasítással lehetett bővíteni. Minden utasítás 8 bites, 1 ciklust vesz igénybe.
- I/O: 4 bit parallel input, 11 kimeneti vonal/1 bit, 8 bit parallel.
- Regiszterek: 4 bites akkumulátor, 4 bites Y regiszter, 2 vagy 3 bites X regiszter: az X és Y regisztereket 6 vagy 7 bites indexregiszterként lehetett használni. 1 bites állapotregiszter, 6 bites PC (programszámláló): ez egy álvéletlen számsorozat szerint változott.[5] 6 bites szubrutin visszatérési regiszter, 4 bites lap buffer.
- Megszakításkezelés: nincs.

## Felhasználás

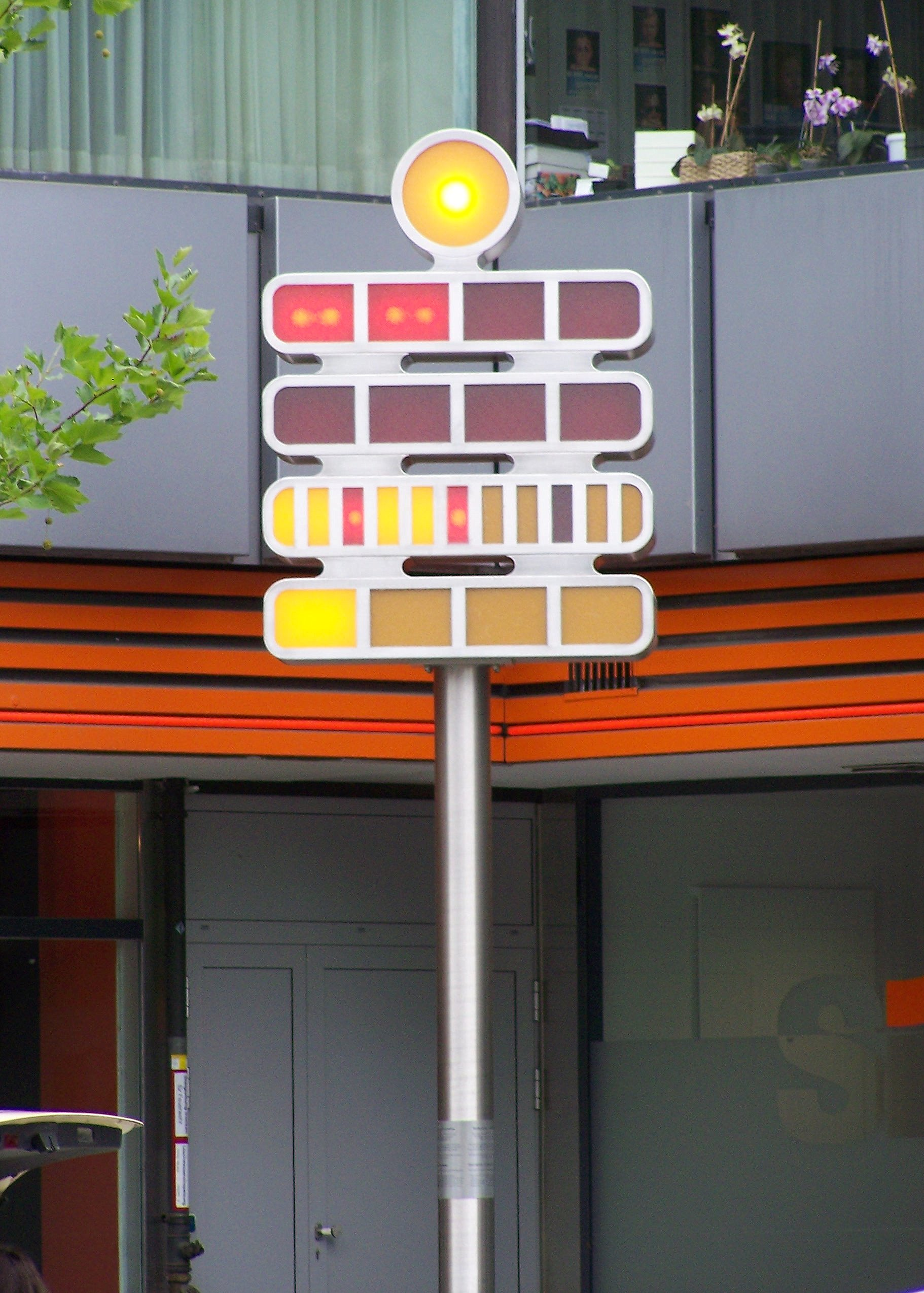
Mengenlehreuhr, Berlin, Budapester Straße, 10 óra 31 perc

### Számológépek
- Texas Instruments SR-16 tudományos számológép[6] és társai.[7]

### Játékok
- BigTrak – Milton Bradley Company, 1979.
- Microvision – Milton Bradley Company, 1979.
- Simon (angol nyelvterületen) ill. Senso – 1978.
- Speak & Spell – Texas Instruments, 1978–1992[8][9]

### Egyéb
- A berlini Mengenlehreuhr lelke egy TMS 1000 csip (TMS 1000 L0011).
- TMS 1000 NL 3228 : zenélő ajtócsengő 14 különböző dallammal
- TMS 1000 NL 3227 : egy mastermind-szerű logikai játék 7 szegmenses kijelzőn (4 számot kell eltalálni, a program számokkal jelzi az összesen és pontosan eltalált számokat).

## Érdekességek
- Az első cserélhető kazettás kézi játékkonzol, a Milton Bradley Company 1979-ben kiadott Microvision konzolja, bár eleinte Intel 8021 processzorral készült, később TMS 1100-as processzorokat használt. A csipek nem a konzolban, hanem a játékkazettában voltak, a csipbe beprogramozott játékokkal.
- A Speak & Spell játék szerepel az E. T., a földönkívüli c. filmben, mint a csillagközi kommunikátor egyik összetevője. A játék más filmekben is szerepelt.

## Fordítás
Ez a szócikk részben vagy egészben  a   Microprocessor#TMS_1000 című angol Wikipédia-szócikk fordításán alapul.  Az eredeti cikk szerkesztőit annak laptörténete sorolja fel. Ez a jelzés csupán a megfogalmazás eredetét és a szerzői jogokat jelzi, nem szolgál a cikkben szereplő információk forrásmegjelöléseként.

## Lásd még
- http://www.cpu-world.com/CPUs/TMS1000/ – képek
- http://blog.kevtris.org/blogfiles/TMS_1000_Data_Manual.pdf - A TMS csipek felépítése, működése és műszaki jellemzői
- http://atarihq.com/danb/MicrovisionCarts.shtml – MicroVision játékkonzol kazetták képei, rajtuk TMS1100 csipekkel